# 서경대학교
서경대학교(西京大學校, Seokyeong University)는 서울특별시 성북구에 위치한 대한민국의 사립 대학이다. 
1947년에 세워졌으며, 처음엔 한국대학으로 개교하였다가 국제대학으로 이름이 바뀐 다음, 서경대학교가 되었다.
건학 이념은 홍익인간의 정신을 이어받아 학문을 연구하고 교수하여 유능한 인재를 양성함으로써 인류공영의 이상사회 구현에 기여함이다. 서경대학교는 건학이념에 따라 민족과 사회 발전에 필요한 학술이론과 유용한 응용방법을 연구 ·교수하고, 건전한 인격을 함양·도야하는 교육으로, 지혜, 인의와 용기 등을 갖춘 지도적 인재를 양성을 목적으로 한다.

## 연혁
1947년 10월 22일, 재단법인 한국학원에 의하여 4년 연한 학제의 한국대학이 서울특별자유시 중구(현 서울특별시 중구) 일대에 설립되었다. 1955년 3월 28일, 한국대학이 재단법인 국제학원에 인수됨에 따라 국제대학으로 교명을 변경한다. 이어 캠퍼스를 서울특별시 성동구 신당동(현 서울특별시 중구 신당동) 일대로 이전한다. 1956년 4월, 재단법인 감리학원에서, 1958년 4월 9일, 재단법인 이화학원에서 국제대학을 인수한다.
1960년 4월 1일, 캠퍼스를 서울특별시 서대문구 일대로 캠퍼스를 다시 이전한다. 1980년 11월 26일, 학교법인 삼문학원에서 다시금 학교를 인수하고, 1984년 2월 16일, 학교법인 명지학원에서 학교를 인수한다. 1987년 4월 16일, 학교법인 성한학원에서 다시 학교를 인수한다. 1988년 3월 1일, 캠퍼스를 현재의 위치로 이전한다. 1989년 11월 30일, 성한학원은 국제대학을 전담할 법인을 독립시키고, 학교법인 국제대학원(현 학교법인 서경대학원)을 독립시켜 국제대학을 예속시킨다.
1992년 4월 1일, 국제대학교로 교명을 변경한다. 같은 해 9월 1일, 서경대학교로 교명을 변경하고 현재에 이른다.
한편, 2015년 실시된 대학구조개혁평가에서 D+ 등급을 받은 이력이 있으나, 2017년 점검 결과 부과된 재정 지원 제한 조치가 해제되었다.

## 교육편제
서경대학교는 학부 과정과, 대학원 과정을 모두 제공하고 있다. 2020년 기준으로 인문과학대학, 사회과학대학, 이공대학, 예술대학과 미용예술대학 등 5개 단과대학 아래 5개 학부, 20개 학과, 16개 전공 등의 학사 과정을 제공하고 있다. 대학원의 경우, 일반대학원과 경영문화대학원, 미용예술대학원 등 2개의 특수대학원을 설립하여 석·박사 과정을  편제하고 있다.

## 캠퍼스 풍경
서경대학교는 서울특별시 소재 사립 대학으로, 성북구에 캠퍼스를 두고 있다. 다만, 캠퍼스는 정릉동과 강북구 미아동에 걸쳐 위치하며, 약 5만m2의 교지가 있다.
캠퍼스는 도심지 주변에 위치하지만, 뒷편으로 녹지가 넓게 보존되어 있으며 인근에 많은 주택가가 위치한다. 그에 따라 교육기관이 주변에 다수 있으며, 대학의 학교법인에서 설립한 학교를 제외하고, 삼각산중학교, 길음중학교 등이 설치되어 있다. 북한산보국문역, 솔샘역 등이 주변에 위치해 접근성은 뛰어나다.

## 주해
1. ↑  북악관 일부인 강북구 미아동 852-1160과 852-1161, 청운관인 강북구 미아동 852-1162, 852-1163는 강북구에 속한다.